# ニコライ・ソロドクリン
ニコライ・ソロドクリン（Nikolay Ivanovich Solodukhin、ロシア語: Николай Иванович Солодухин、1955年1月3日 - ）はソビエト連邦クルスク州出身の柔道家。身長170cm。

## 人物
14歳でサンボを学び、その後柔道に転向、1975年にソ連チャンピオンとなった。
1979年にはヨーロッパ選手権、世界選手権をともに制し、1980年のモスクワオリンピック65kg級で金メダルを獲得した。1983年に地元モスクワで開催された世界選手権では、決勝で松岡義之を2-1の微妙な判定ながら破って2度目の優勝を成し遂げた。1984年ロサンゼルスオリンピックにはソ連がボイコットしたために出場できなかったが、その実質的な対抗大会としてワルシャワで開催されたフレンドシップ・ゲームズでは優勝を飾った。

## 主な戦績
- 1978年 - ソ連国際　2位
- 1976年 - ヨーロッパ選手権　2位
- 1979年 - ソ連国際　2位
- 1979年 - ヨーロッパ選手権　優勝
- 1979年 - プレオリンピック大会　優勝
- 1979年 - 世界選手権　優勝
- 1980年 - モスクワオリンピック　優勝
- 1983年 - ソ連国際　優勝
- 1983年 - ヨーロッパ選手権　3位
- 1983年 - 世界選手権　優勝
- 1984年 - フレンドシップ・ゲームズ　優勝